# Toxina microbiana
Les toxines microbianes són toxines produïdes per microorganismes, incloent-hi bacteris, virus i fongs. Les toxines microbianes són determinants importants per la virulència responsable de la patogènesi microbiana o evasió de la resposta immunitària de l'hoste. Algunes toxines bacterianes, com són les botulíniques, són les més potents toxines naturals conegudes. Tanmateix, les toxines microbianes també tenen importància en la recerca científica mèdica.

## Algunes toxines bacterianes
- Toxina botulínica (BoNTs), neurotoxina produïda per Clostridium botulinum i que causa el botulisme.
- Toxina antràcica, produïda per Bacillus anthracis.[3]
- Citotoxina subtilasa secretada per Shiga toxigénica Escherichia coli (STEC)[4] o el serotip 1 de Shigella dysenteriae.[5]

- Toxina de Pasteurella multocida (PMT) produïda per Pasteurella multocida causen diverses malalties en animals incloent els humans.[6]
- Toxines RTX de Vibrio produïdes per diverses espècies de Vibrio sp. entre elles la del còlera.[7]
- Toxina de Helicobacter pylori, es un bacteri Gram-negatiu que colonitza l'estómac humà, secreta una toxina coneguda com a VacA.[8]

- Toxines de Staphylococus produïda per Staphylococcus aureus[9]

## Ribotoxines fúngiques
Les ribotoxines són una família de ribonucleases extracel·lulars fúngiques que inactiven el ribosoma.
- Toxines de Cianobacteris

Els cianobacteris produeixen compostos incloent els que tenen activitat contra el càncer o antiviral.